# Коста Абдерманов
Коста Абдерманов (на македонска литературна норма: Коста Абдерманов) е виден скулптор от Северна Македония.

## Биография
Коста Абдерманов е роден в леринското село Пътеле, Южна Македония, на гръцки Агиос Пантелеймонас, Гърция, в 1927 година. По време на Гражданската война в Гърция е изведен от страната в групата на така наречените деца бежанци. В 1954 година завършва Художествената академия в Белград. Член е на Дружеството на художниците на Македония. Автор е на бюстове на участници в комунистическата съпротива и съавтор на Паметника на падналите борци в Богомила. Има много индивидуални и групови изложби.